# Zorion nonmaculatum
Zorion nonmaculatum là một loài bọ cánh cứng trong họ Cerambycidae.